# Curtiss XBTC
Curtiss XBTC – amerykański prototypowy pokładowy samolot bombowo-torpedowy opracowany na początku lat 40. XX wieku przez firmę Curtiss-Wright Corporation.

## Historia

### Geneza
29 stycznia 1942 roku Dyrektor ds. Planowania i Szef Działu Inżynieryjnego marynarki (Director of Planning and the Head of Engineering) zlecił Bureau of Aeronautics (Biuro Aeronautyki US Navy) zastąpienie na pokładach lotniskowców dwumiejscowych samolotów rozpoznawczo-bombowych (VSB) jednomiejscowymi maszynami bombowo-torpedowymi (VBT), a dotychczasowych trzymiejscowych samolotów torpedowo-bombowych (VTB), również trzymiejscowymi samolotami torpedowo-bombowymi, ale przystosowanymi do wypełniania zadań rozpoznawczych (VTSB). W tym celu Bureau of Aeronautics zwróciło się do kilku wytwórni o przedstawienie wstępnych projektów jednomiejscowych, pokładowych samolotów typu VBT. W poufnym liście z dnia 9 lutego 1942 roku Bureau of Aeronautics zwróciło się do firmy Curtiss-Wright Corporation z prośbą o przedstawienie kosztów i harmonogramu prac, jakie pociągnęło by za sobą zaprojektowanie i zbudowanie dwóch prototypów jednomiejscowego samolotu bombowo-torpedowego. Podstawową formą ataku nowej maszyny miał być atak bombowy (również z lotu nurkowego), jak również możliwość przeprowadzenia ataku przy użyciu torped. Szczegółowa charakterystyka samolotu zaproponowana przez Biuro Aeronautyki wymieniała również użycie silnika Wright R-3350 Double Cyclone z jednostopniową dwubiegową sprężarką, rozbieg nie dłuższy niż 76 metrów, zasięg z 454 kg bomb i paliwem w zbiornikach wewnętrznych wynoszący 1600 km i 2400 km z dodatkowymi zbiornikami. Samolot miał być uzbrojony w cztery działka kalibru 20 mm zamontowane w skrzydłach i możliwość przenoszenia 1450 kg bomb lub jednej torpedy Mk 13.

### Projekt

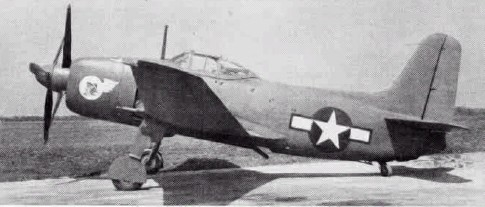
XBTC-2 z klasycznym płatem

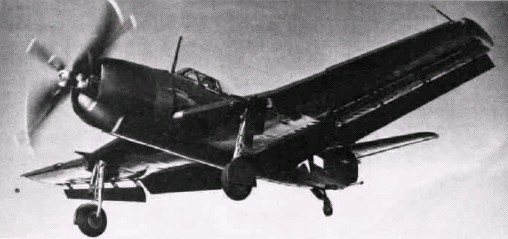
XBTC-2 z klapami typu Duplex

15 czerwca 1942 roku Curtiss przedstawił dwa projekty samolotu XBTC. W pierwszym z nich oznaczonym jako XBTC-1 firma zamierzała zastosować rekomendowany przez Biuro silnik R-3350 napędzający czterołopatowe śmigło. W drugim, oznaczonym jako XBTC-2 zastosowano najmocniejszy z dostępnych wówczas silników Pratt and Whitney R-4360 o mocy 2237 kW (3000 KM) napędzający dwa, przeciwbieżne, trójłopatowe śmigła. Pomimo tego, że obydwie konstrukcje nie wzbudziły zachwytu w Biurze Aeronautyki, to jednak podpisano wstępne porozumienie o budowie czterech prototypów (po dwa każdego typu). W grudniu 1942 roku Bureau of Aeronautics zapoznało się z makietą nowego samolotu. Cały następny rok poświęcono na dyskusje dotyczące szczegółów nowej konstrukcji, tak że ostateczny kontrakt na budowę prototypów podpisano dopiero w grudniu 1943 roku. W tym samym czasie Curtiss borykał się z problemami związanymi z modyfikacjami samolotu Curtiss SB2C Helldiver i Curtiss SC Seahawk; tym samym ilość sił i środków, jakie firma mogła poświęcić na pracę nad obydwoma samolotami XBTC była ograniczona. Zrezygnowano zatem z kontynuowania dalszych prac nad wersją XBTC-1 uznając ją za najmniej perspektywiczną, a skupiono się na wersji XBTC-2. Rezultaty badań prowadzonych w tunelu aerodynamicznym pokazały, że nowa maszyna ma zaburzoną stateczność. W celu przeciwdziałania zaistniałym problemom zdecydowano się zmodyfikować istniejące plany. Jeden z budowanych prototypów zaopatrzono w prostą krawędź natarcia skrzydeł i zwężającą się krawędź spływu. Płat wyposażono również w klasyczne klapy i lotki. Na drugim prototypie zewnętrzne panele skrzydeł miały mieć skos krawędzi natarcia skierowany do tyłu, a na całej długości płata klapy typu Duplex. Poza problemami ze statecznością płatowca prace opóźniał również niedopracowany silnik R-4360. Z braku ostatecznej jednostki napędowej na ukończonym prototypie zainstalowano egzemplarz prototypowy silnika XR-4360-8A. Gotowy samolot (o numerze BuNo 31401) po raz pierwszy wzbił się w powietrze z przyzakładowego lotniska w Columbus w Ohio 20 stycznia 1945 roku. Próby w locie nie przebiegały bezproblemowo. Doszło do pożaru w kabinie pilota, podczas lądowania złamała się goleń podwozia głównego, a w sierpniu 1945 roku silnik ostatecznie odmówił posłuszeństwa i zastąpiono go seryjnym R-4360-14. 19 lipca 1945 roku oblatano drugi prototyp o numerze BuNo 31402, zaopatrzony w klapy typu Duplex. Te same klapy i taką samą geometrię skrzydeł zastosowano również na pierwszym prototypie. W listopadzie 1945 roku zakończono próby w locie. Koniec wojny pokrzyżował dalsze plany związane z samolotem XBTC, który nie został skierowany do produkcji seryjnej. W styczniu 1946 roku podjęto decyzję o skierowaniu obydwu wybudowanych maszyn do ośrodka Naval Air Test Center. Na samolotach zmierzano prowadzić badania klap typu Duplex oraz przeciwbieżnych śmigieł. Kraksa drugiego prototypu w lutym 1947 roku i pierwszego (31401) pół roku później przerwały dalsze badania.

## Konstrukcja
Samolot był całkowicie metalowym, wolnonośnym, jednomiejscowym średniopłatem napędzanym 28-cylindrowym, chłodzonym powietrzem silnikiem w układzie poczwórnej gwiazdy z dwoma przeciwbieżnymi, trójłopatowymi śmigłami o zmiennym skoku. Trójpodporowe, chowane podwozie z kółkiem ogonowym; podwozie główne chowane do wnęk w skrzydłach. Usterzenie klasyczne z długą płetwą grzbietową, z tyłu samolotu pod kadłubem zainstalowano hak do lądowań na lotniskowcu. Skrzydła składane w celu ułatwienia hangarowania maszyny.

## Uzbrojenie
Samolot uzbrojony był w cztery działka kalibru 20 mm (po dwa na skrzydło). Mógł przenosić jedną bombę o masie 726 kg lub jedną torpedę w komorze bombowej oraz dwie bomby o masie po 227 kg każda lub bomby głębinowe na węzłach podskrzydłowych.